# Lophopterys
A Lophopterys a Malpighiales rendjébe és a malpighicserjefélék (Malpighiaceae) családjába tartozó nemzetség.

## Rendszerezés
A nemzetségbe az alábbi 7 faj tartozik:
- Lophopterys euryptera Sandwith
- Lophopterys floribunda W.R. Anderson & C. Davis
- Lophopterys inpana W.R.Anderson
- Lophopterys occidentalis W.R. Anderson & C. Davis
- Lophopterys peruviana W.R. Anderson
- Lophopterys splendens A. Juss.
- Lophopterys surinamensis (Kosterm.) Sandwith